# Temporada Romagnola

Debutto della Temporada a Lugo di Romagna nel 1945. Notare l'abbigliamento di derivazione militare del pilota, in sella ad un veicolo raffazzonato e costituito da una Guzzi 500 GTW Sport con avantreno recuperato da una BMW militare.

La Temporada Romagnola (detta anche Mototemporada Romagnola o semplicemente Temporada) fu una serie di gare motociclistiche primaverili che, tra il 1945 e il 1971, vennero disputate sui circuiti cittadini della riviera e dell'entroterra romagnoli, come Milano Marittima, Lugo, Cesenatico, Rimini, Riccione e Cattolica, cui si aggiunse, dal 1950, la gara "foranea" di Modena.
Il termine "Mototemporada" è mutuato dallo spagnolo "Moto temporada" che significa "stagione motociclistica".

## Storia
Nate nel secondo dopoguerra con l'organizzazione volontaristica di vari motoclub della zona e con l'utilizzo di mezzi spesso di fortuna, le manifestazioni rappresentarono il simbolo della rinata voglia di vivere del popolo Romagnolo dopo gli orrori della guerra e riscontrarono un tale successo di pubblico da divenire, in brevissimo tempo, un imprevisto quanto importante veicolo pubblicitario.
La prima gara di questo tipo fu organizzata sul circuito cittadino di Tortoreto degli Abruzzi, dove si svolse il 4 agosto 1945, rappresentando l'evento che segnò ufficialmente la ripresa dell'attività motoristica sportiva in Europa.

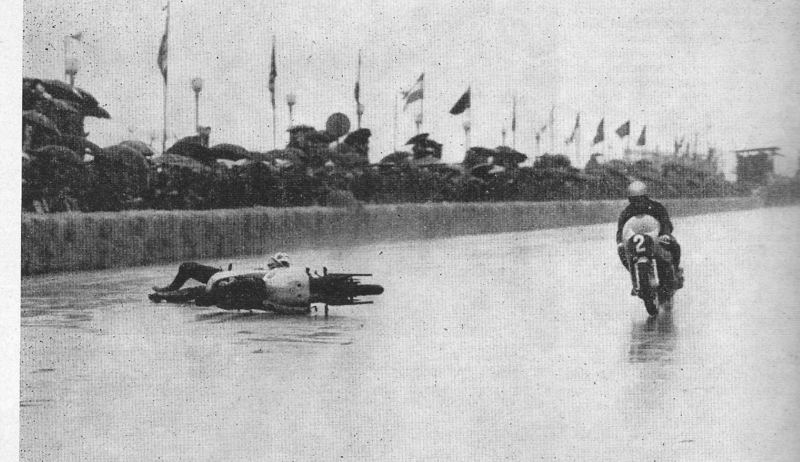
Gara della classe 350 a Rimini nel 1970. Sotto la pioggia battente la Yamaha di Read scivola fuori pista, mentre Pasolini va a vincere in sella alla Benelli quadricilindrica.

La costante presenza media di decine di migliaia di spettatori, convinse le case costruttrici italiane a partecipare alle manifestazioni in veste ufficiale e con i migliori piloti, subito seguite dalle case europee e, poi, da quelle giapponesi.
Già alla fine degli anni cinquanta le gare della "Mototemporada" verranno inserite nel calendario delle competizioni valevoli per il Campionato Italiano Seniores ed assumeranno sempre maggiore rilievo sulla stampa nazionale ed estera, fino ad essere considerate, nella seconda metà degli anni sessanta, il prologo del Campionato Mondiale. Infatti, grazie alla partecipazione delle squadre più importanti ed all'assenza di ordini di scuderia dettati da motivi di classifica, i giornalisti sportivi potevano valutare, sul campo, la reale forza dei piloti e delle macchine che si sarebbero disputata, dalle settimane successive, la conquista del titolo iridato.

## Partecipazioni famose

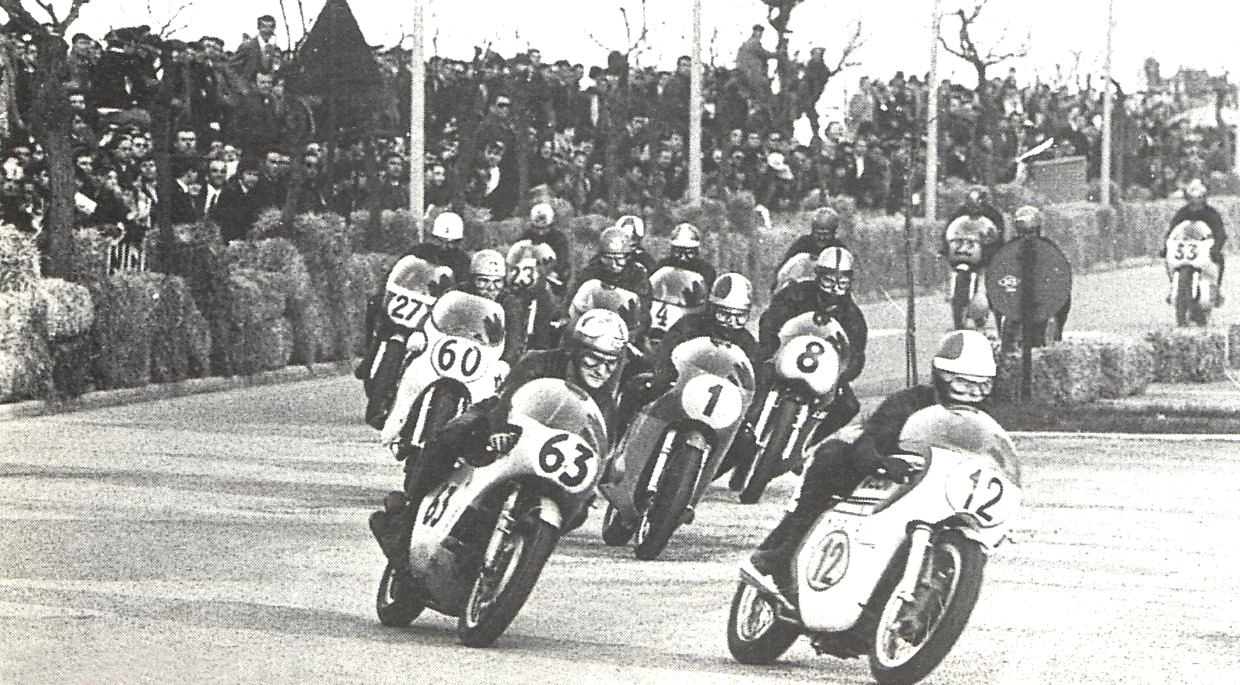
Prima fase della classe 500 a Riccione per la "Temporada" del 1969. Nel gruppo è facile distinguere la Honda RC 181 di Hailwood (n.63), tallonato dalla MV 3C di Agostini (n.1)

Nelle sue varie edizioni, la "Mototemporada" venne frequentata, in veste ufficiale o semi-ufficiale, da molte squadre di alto rilievo come MV Agusta, Benelli, Norton, Gilera, Bianchi, Aermacchi, Matchless, Moto Morini, AJS, Mondial, Ducati, Yamaha, LinTo, Paton e Honda, solo per citarne alcune.
Si sfidarono, sui circuiti cittadini della riviera romagnola, piloti come Agostini, Pasolini, Provini, Pagani, Bergamonti, Spaggiari, Parlotti, Grassetti, Francesco e Walter Villa, Buscherini, Perrone, Patrignani e tantissimi altri piloti italiani, senza dimenticare la nutrita pattuglia dei piloti stranieri, tra i quali è d'obbligo ricordare Hailwood, Read, Duff, Herrero, Redman, Ivy, Molloy, Simmonds, Findlay, Taveri, Bryans, Carruthers e Andersson.

## Popolarità
Occorre anche dire che la partecipazione di grandi nomi del motociclismo mondiale era favorita, oltre che dalla presenza dei vari team, anche dai lauti premi in denaro messi in palio e soprattutto dalla calorosa partecipazione degli appassionati che trasformava la gara in una gigantesca festa popolare, dove un esercito di massaie preparava prelibate leccornie, rigorosamente accompagnate da "torrenti" di Sangiovese.

## La fine
Questa dimensione dello sport motoristico tipico della terra romagnola si concluse tragicamente il 4 aprile 1971 con la gara della "350" disputata a Riccione, nella quale perse la vita Angelo Bergamonti, durante un duello con Giacomo Agostini, sotto una pioggia torrenziale.
La morte di Bergamonti segnò la fine delle competizioni motociclistiche su circuiti cittadini, così come la "tragedia di Guidizzolo" aveva segnato quella della Mille Miglia.